# Cerkiew Opieki Matki Bożej w Erywaniu
Cerkiew Opieki Matki Bożej – prawosławna cerkiew w Erywaniu, w eparchii erywańskiej i armeńskiej (do 2021 r. w patriarszym dekanacie armeńskim) Rosyjskiego Kościoła Prawosławnego.

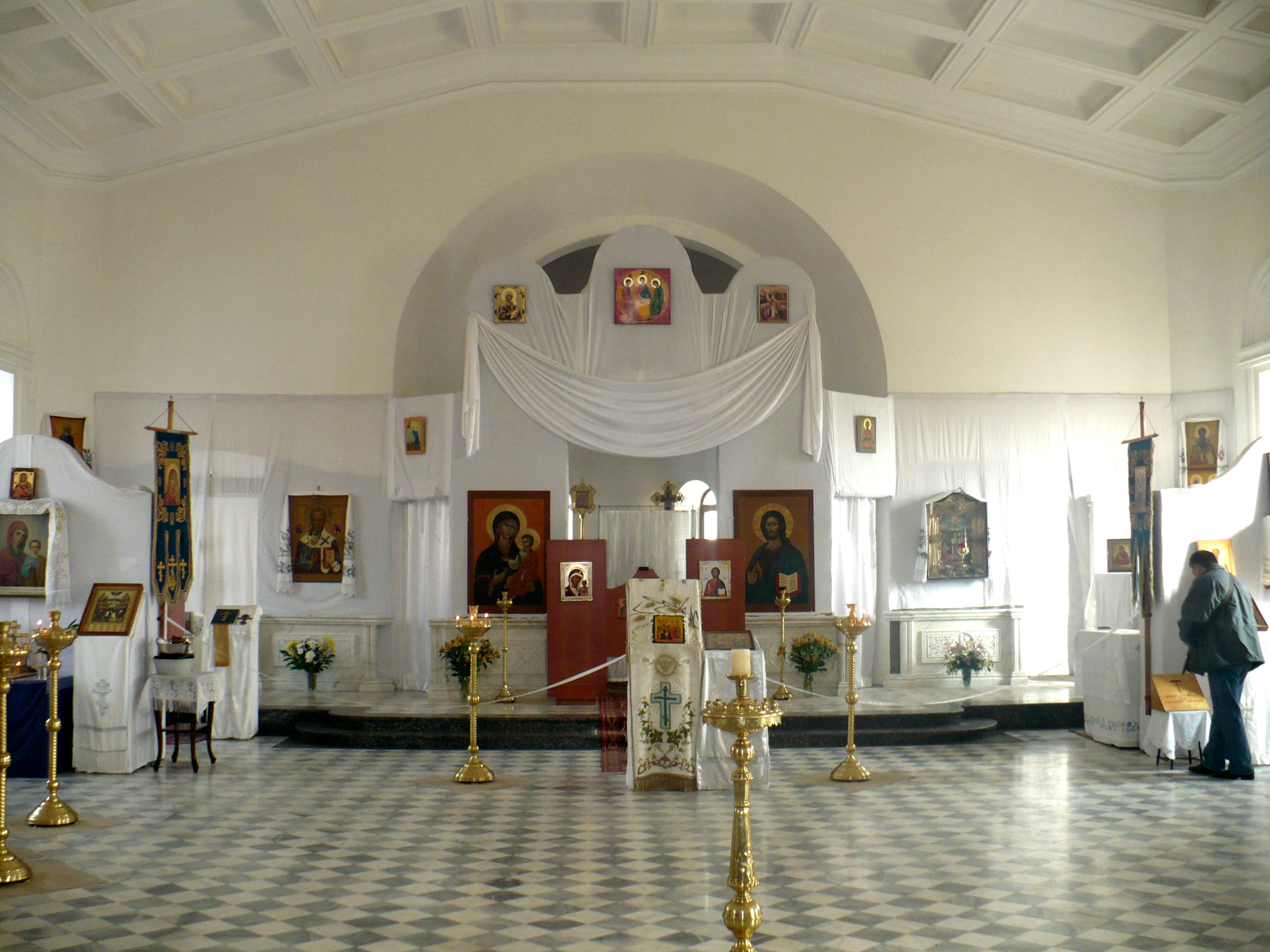
Wnętrze cerkwi

## Historia
Do 2017 r. była to jedyna czynna prawosławna cerkiew w Erywaniu i jedna z sześciu świątyń tego wyznania na terytorium Armenii. Położona jest w Kanakerze, dawniej na jednym z przedmieść Erywania. Została wzniesiona w latach 1913–1916 jako cerkiew wojskowa jednego z pułków kozackich. Po rewolucji październikowej obiekt został odebrany parafii prawosławnej i zaadaptowany na magazyn. Następnie mieścił się w niej klub żołnierski.
Cerkiew przywrócono do pierwotnych funkcji sakralnych w 1991, następnie obiektowi przywrócono pierwotny wygląd. W momencie wyświęcenia zmieniono wezwanie obiektu, nawiązując do zniszczonej w czasach radzieckich starszej cerkwi Opieki Matki Bożej – pierwszej świątyni utworzonej przez Rosjan w Erywaniu po przyłączeniu Armenii do Imperium Rosyjskiego. W 2004 na odnowionym budynku ponownie ustawiono kopułę i odbudowano dzwonnicę.
W 2010 obiekt odwiedził patriarcha moskiewski i całej Rusi Cyryl, któremu towarzyszyli metropolita wołokołamski Hilarion, arcybiskup siergijew-posadzki Teognost i biskup sołniecznogorski Sergiusz. W świątyni patriarcha Cyryl spotkał się z ormiańskimi Rosjanami oraz odznaczył cerkiewnymi orderami osoby zaangażowane w odbudowę obiektu sakralnego.
Od października 2021 r. cerkiew pełni czasowo funkcję katedry eparchii erywańskiej i armeńskiej.